# Grand Prix automobile de Grande-Bretagne 2006
GP précédent GP suivant
Le Grand Prix automobile de Grande-Bretagne 2006 (2006 Formula 1 Foster's British Grand Prix), disputé sur le circuit de Silverstone le 11 juin 2006, est la 758e épreuve du championnat du monde de Formule 1 courue depuis  1950 et la huitième manche du championnat 2006. À l'issue d'un cavalier seul, Fernando Alonso décroche sa troisième victoire consécutive de la saison.

## Grille de départ

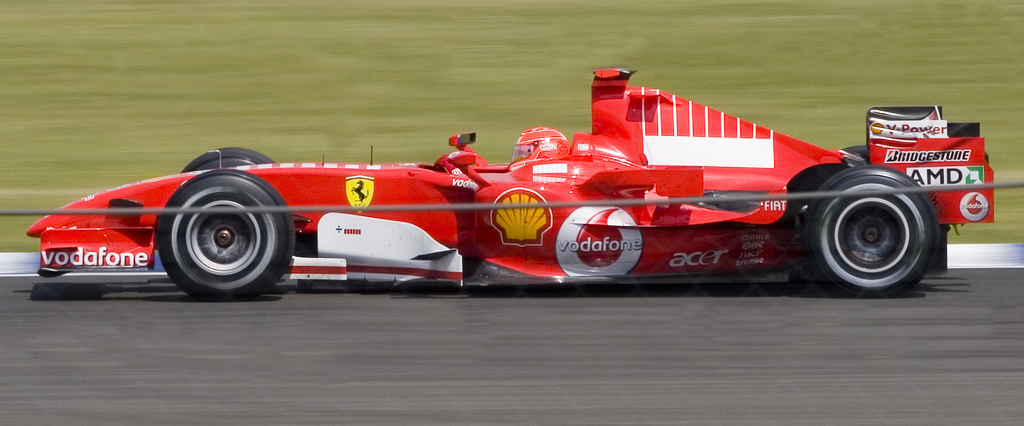
Michael Schumacher sur Ferrari à Silverstone en 2006

| Pos | Pilote               | Ecurie              | Qualification 1 | Qualification 2 | Qualification 3 |
| --- | -------------------- | ------------------- | --------------- | --------------- | --------------- |
| 1   | Fernando Alonso      | Renault             | 1 min 20 s 253  | 1 min 20 s 271  | 1 min 21 s 018  |
| 2   | Kimi Räikkönen       | McLaren-Mercedes    | 1 min 20 s 397  | 1 min 20 s 497  | 1 min 21 s 648  |
| 3   | Michael Schumacher   | Ferrari             | 1 min 20 s 574  | 1 min 20 s 659  | 1 min 22 s 096  |
| 4   | Felipe Massa         | Ferrari             | 1 min 20 s 764  | 1 min 20 s 846  | 1 min 21 s 647  |
| 5   | Giancarlo Fisichella | Renault             | 1 min 20 s 919  | 1 min 20 s 594  | 1 min 22 s 411  |
| 6   | Rubens Barrichello   | Honda               | 1 min 20 s 943  | 1 min 20 s 929  | 1 min 22 s 965  |
| 7   | Ralf Schumacher      | Toyota              | 1 min 21 s 073  | 1 min 21 s 043  | 1 min 22 s 886  |
| 8   | Juan Pablo Montoya   | McLaren-Mercedes    | 1 min 21 s 107  | 1 min 20 s 816  | 1 min 22 s 169  |
| 9   | Nick Heidfeld        | BMW Sauber          | 1 min 21 s 329  | 1 min 20 s 629  | 1 min 21 s 670  |
| 10  | Jacques Villeneuve   | BMW Sauber          | 1 min 21 s 599  | 1 min 20 s 672  | 1 min 21 s 637  |
| 11  | David Coulthard      | Red Bull-Ferrari    |                 | 1 min 21 s 442  | 1 min 22 s 424  |
| 12  | Nico Rosberg         | Williams-Cosworth   |                 | 1 min 21 s 567  | 1 min 23 s 083  |
| 13  | Vitantonio Liuzzi    | Toro Rosso-Cosworth |                 | 1 min 21 s 699  | 1 min 22 s 685  |
| 14  | Christian Klien      | Red Bull-Ferrari    |                 | 1 min 21 s 990  | 1 min 22 s 773  |
| 15  | Scott Speed          | Toro Rosso-Cosworth |                 | 1 min 22 s 076  | 1 min 22 s 541  |
| 16  | Tiago Monteiro       | Midland-Toyota      |                 | 1 min 22 s 207  | 1 min 22 s 860  |
| 17  | Mark Webber          | Williams-Cosworth   |                 |                 | 1 min 23 s 129  |
| 18  | Christijan Albers    | Midland-Toyota      |                 |                 | 1 min 23 s 210  |
| 19  | Jenson Button        | Honda               |                 |                 | 1 min 23 s 247  |
| 20  | Takuma Satō          | Super Aguri-Honda   |                 |                 | 1 min 26 s 158  |
| 21  | Franck Montagny      | Super Aguri-Honda   |                 |                 | 1 min 26 s 316  |
| 22  | Jarno Trulli         | Toyota              |                 |                 | Pas de temps    |

## Course

### Classement de la course

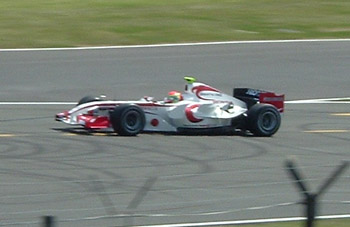
Sakon Yamamoto sur Super Aguri à Silverstone en 2006

| Pos  | No | Pilote               | Écurie              | Tours | Temps/Abandon                      | Grille | Points |
| ---- | -- | -------------------- | ------------------- | ----- | ---------------------------------- | ------ | ------ |
| 1    | 1  | Fernando Alonso      | Renault             | 60    | 1 h 25 min 51 s 927 (215,469 km/h) | 1      | 10     |
| 2    | 5  | Michael Schumacher   | Ferrari             | 60    | + 13 s 951                         | 3      | 8      |
| 3    | 3  | Kimi Räikkönen       | McLaren-Mercedes    | 60    | + 18 s 672                         | 2      | 6      |
| 4    | 2  | Giancarlo Fisichella | Renault             | 60    | + 19 s 976                         | 5      | 5      |
| 5    | 6  | Felipe Massa         | Ferrari             | 60    | + 31 s 559                         | 4      | 4      |
| 6    | 4  | Juan Pablo Montoya   | McLaren-Mercedes    | 60    | + 1 min 04 s 769                   | 8      | 3      |
| 7    | 16 | Nick Heidfeld        | BMW Sauber          | 60    | + 1 min 14 s 594                   | 9      | 2      |
| 8    | 17 | Jacques Villeneuve   | BMW Sauber          | 60    | + 1 min 18 s 299                   | 10     | 1      |
| 9    | 10 | Nico Rosberg         | Williams-Cosworth   | 60    | + 1 min 19 s 008                   | 12     |        |
| 10   | 11 | Rubens Barrichello   | Honda               | 59    | + 1 tour                           | 6      |        |
| 11   | 8  | Jarno Trulli         | Toyota              | 59    | + 1 tour                           | 22     |        |
| 12   | 14 | David Coulthard      | Red Bull-Ferrari    | 59    | + 1 tour                           | 11     |        |
| 13   | 20 | Vitantonio Liuzzi    | Toro Rosso-Cosworth | 59    | + 1 tour                           | 13     |        |
| 14   | 15 | Christian Klien      | Red Bull-Ferrari    | 59    | + 1 tour                           | 14     |        |
| 15   | 19 | Christijan Albers    | Midland-Toyota      | 59    | + 1 tour                           | 18     |        |
| 16   | 18 | Tiago Monteiro       | Midland-Toyota      | 58    | +2 tours                           | 16     |        |
| 17   | 22 | Takuma Satō          | Super Aguri-Honda   | 57    | + 3 tours                          | 20     |        |
| 18   | 23 | Franck Montagny      | Super Aguri-Honda   | 57    | + 3 tours                          | 21     |        |
| Abd. | 12 | Jenson Button        | Honda               | 8     | Fuite d'huile                      | 19     |        |
| Abd. | 21 | Scott Speed          | Toro Rosso-Cosworth | 1     | Dommage suite accident             | 15     |        |
| Abd. | 7  | Ralf Schumacher      | Toyota              | 0     | Accident                           | 7      |        |
| Abd. | 9  | Mark Webber          | Williams-Cosworth   | 0     | Accident                           | 17     |        |

### Pole position et record du tour
- Pole position :  Fernando Alonso (Renault) en 1 min 20 s 253 (vitesse moyenne : 230,616 km/h)[1].
- Meilleur tour en course :   Fernando Alonso (Renault) en 1 min 21 s 599 (vitesse moyenne : 226,812 km/h) au vingt-et-unième tour[2].

### Tours en tête
- Fernando Alonso (Renault) : 59 tours (1-44/ 46-60) ;
- Giancarlo Fisichella (Renault) : 1 tour (45)[3].

## Classements généraux à l'issue de la course
| Pos. | Pilote               | Écurie            | Points |
| ---- | -------------------- | ----------------- | ------ |
| 1    | Fernando Alonso      | Renault           | 74     |
| 2    | Michael Schumacher   | Ferrari           | 51     |
| 3    | Kimi Raïkkönen       | McLaren-Mercedes  | 33     |
| 4    | Giancarlo Fisichella | Renault           | 32     |
| 5    | Juan Pablo Montoya   | McLaren-Mercedes  | 26     |
| 6    | Felipe Massa         | Ferrari           | 24     |
| 7    | Jenson Button        | Honda             | 16     |
| 8    | Rubens Barrichello   | Honda             | 13     |
| 9    | Nick Heidfeld        | BMW Sauber        | 10     |
| 10   | Ralf Schumacher      | Toyota            | 8      |
| 11   | David Coulthard      | Red Bull-Ferrari  | 7      |
| 12   | Jacques Villeneuve   | BMW Sauber        | 7      |
| 13   | Mark Webber          | Williams-Cosworth | 6      |
| 14   | Nico Rosberg         | Williams-Cosworth | 4      |
| 15   | Christian Klien      | Red Bull-Ferrari  | 1      |

| Pos. | Écurie            | Points |
| ---- | ----------------- | ------ |
| 1    | Renault           | 106    |
| 2    | Ferrari           | 75     |
| 3    | McLaren-Mercedes  | 59     |
| 4    | Honda             | 29     |
| 5    | BMW Sauber        | 17     |
| 6    | Williams-Cosworth | 10     |
| 7    | Toyota            | 8      |
| 8    | Red Bull-Ferrari  | 8      |

## Statistiques
- 13e victoire pour Fernando Alonso.
- 31e victoire pour Renault en tant que constructeur.
- 111e victoire pour Renault en tant que motoriste.